# Пупарий

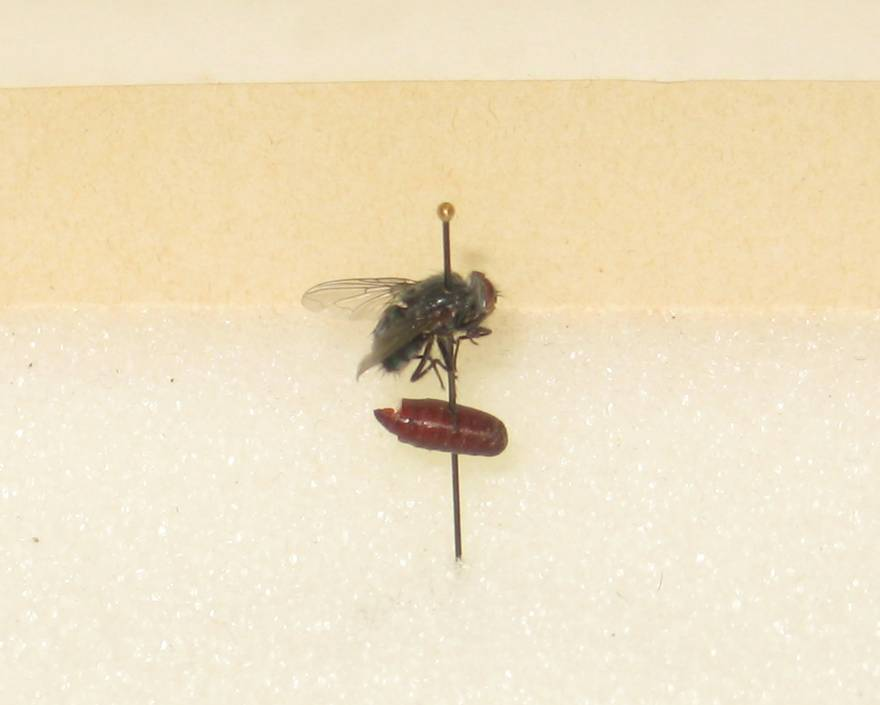
Имаго и пупарий Calliphora vicina; обратите внимание на «крышечку» пупария

Пупа́рий или ло́жноко́кон — у круглошовных мух — линочная шкурка (экзувий) взрослой личинки, заключающая в себе куколку. Вскрытие пупария при выходе имаго из куколки происходит по границе между сегментами экзувия. В результате образуется «крышечка», отделенная от остальной части экзувия «круглым» швом. Эти особенности (куколка внутри шкурки личинки последнего возраста и «круглый шов») рассматриваются как синапоморфии большей части семейств короткоусых двукрылых (Brachycera), образующих группу «круглошовных» (Brachycera-Cyclorrhapha). Помимо круглошовных двукрылых, пупарий характерен также для некоторых комариков-галлиц и мух-львинок.